# Liste griechischer Phrasen/Phi

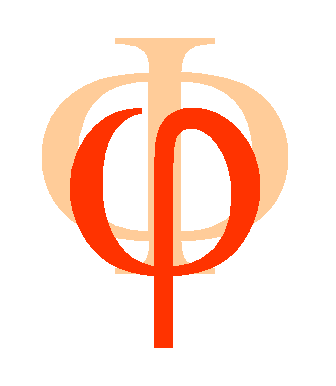
Phi

## Φάγε, πίε, εὐφραίνου.
Φάγε, πίε, εὐφραίνου.
Phage, pie, euphrainou
„Iss, trink und lass es dir gut gehen!“
Schlüsselsatz aus dem Gleichnis vom reichen Toren im Evangelium nach Lukas, das auf eine Stelle im Psalm 49 zurückgeht. Im Gleichnis wird von einem reichen Mann erzählt, dessen Feld gut getragen hatte und der überlegte, was er nun tun solle:

„18 Schließlich sagte er: So will ich es machen: Ich werde meine Scheunen abreißen und größere bauen; dort werde ich mein ganzes Getreide und meine Vorräte unterbringen. 19 Dann werde ich zu meiner Seele sagen: Seele, nun hast du einen großen Vorrat, der für viele Jahre reicht. Ruh dich aus, iss und trink und freue dich!“

Doch das alles ist sinnlos:

„20 Da sprach Gott zu ihm: Du Narr! Noch in dieser Nacht wird man dein Leben von dir zurückfordern. Wem wird dann das gehören, was du angehäuft hast?“

## φακελάκι
φακελάκι
fakeláki
„Beutel, kleiner Umschlag“
Neben der eigentlichen Bedeutung bezeichnet Fakelaki vor allem eine bestimmte Form der Korruption in Griechenland. Dabei wird dem Empfänger diskret ein Geldbetrag in einem Umschlag überreicht, um bestimmte Vorteile zu erzielen oder gar erst Gehör zu finden. Diese Art der Korruption soll sehr weit verbreitet sein, zugleich wird diese Unsitte schon langem öffentlich kritisiert.
Das Fakelaki ist lediglich eine von mehreren Formen der Korruption in Griechenland; trotzdem wurde nur dieser Begriff insbesondere in deutschsprachigen Medien in Veröffentlichungen über Ursachen der seit 2009 wahrgenommenen griechischen Finanzkrise zu einem Topos, während der in Griechenland ebenso geläufige, indes phonetisch weniger markante Begriff Rousfeti (ρουσφέτι von türkisch rüşvet „Bestechungsgeld“) kaum Erwähnung fand.

## Φειδίας μ’ ἐποίησε.
Φειδίας μ’ ἐποίησε.
Pheidias m’ epoiēse.
„Phidias hat mich gemacht.“

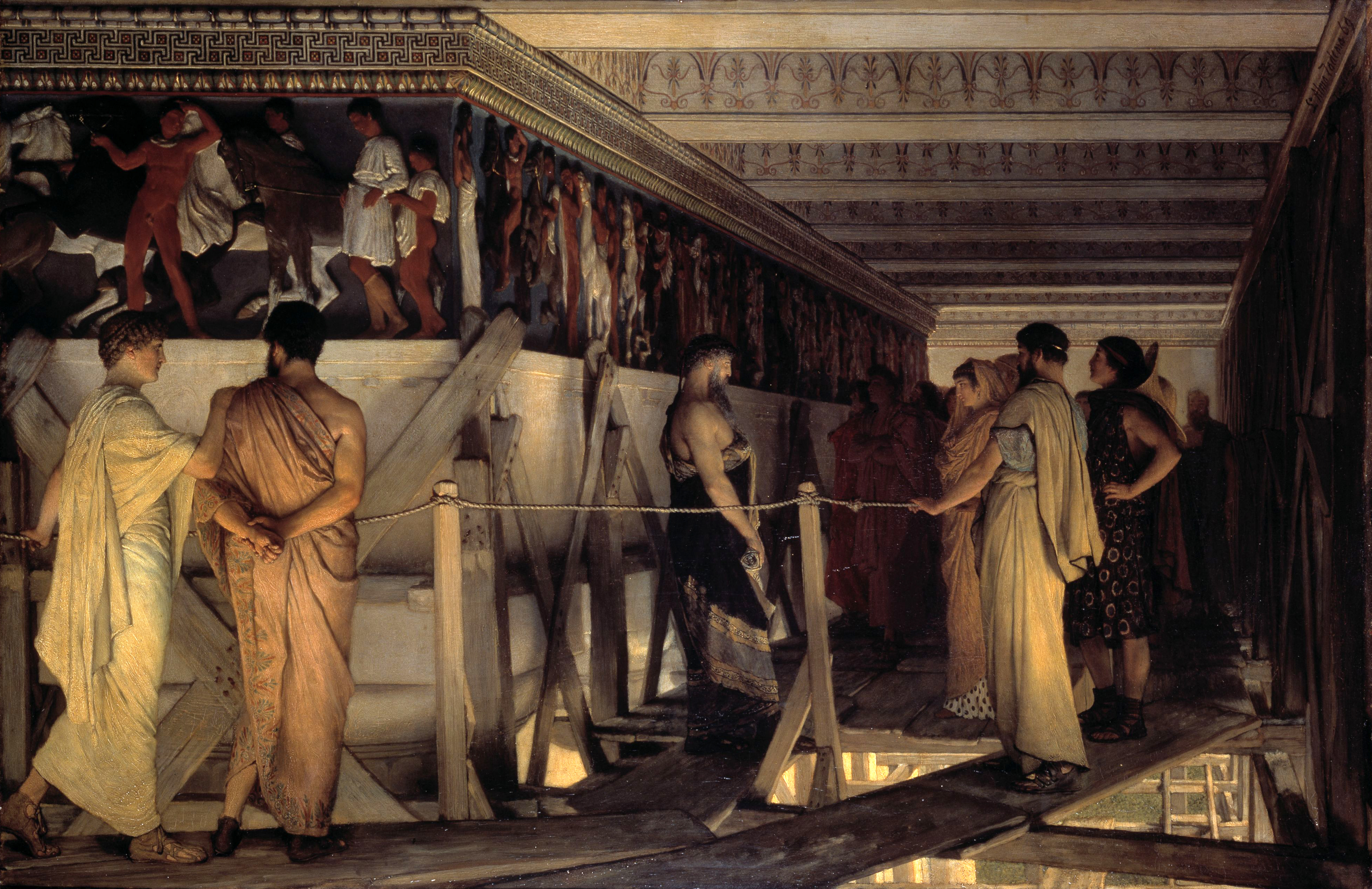
Lawrence Alma-Tadema: Phidias zeigt seinen Freunden den Fries im Parthenon

Künstlersignatur des berühmten Bildhauers Phidias, zu dessen bedeutendstem Werk die zwölf Meter hohe Zeusstatue von Olympia gehört, die zu den Sieben Weltwundern der Antike gezählt wurde.
Plutarch berichtet, Phidias habe aufgrund seiner Freundschaft mit Perikles die Leitung oder Aufsicht über alle Arbeiten auf der Akropolis innegehabt.
Bei Ausgrabungsarbeiten in Olympia fand man die Überreste der Werkstatt des Phidias und darin Werkzeug und ein Keramikbecher, in dessen Boden die folgenden Worte eingeritzt waren:

## Φέρ’ ὕδωρ, φέρ’ οἶνον.
Φέρ’ ὕδωρ, φέρ’ οἶνον.

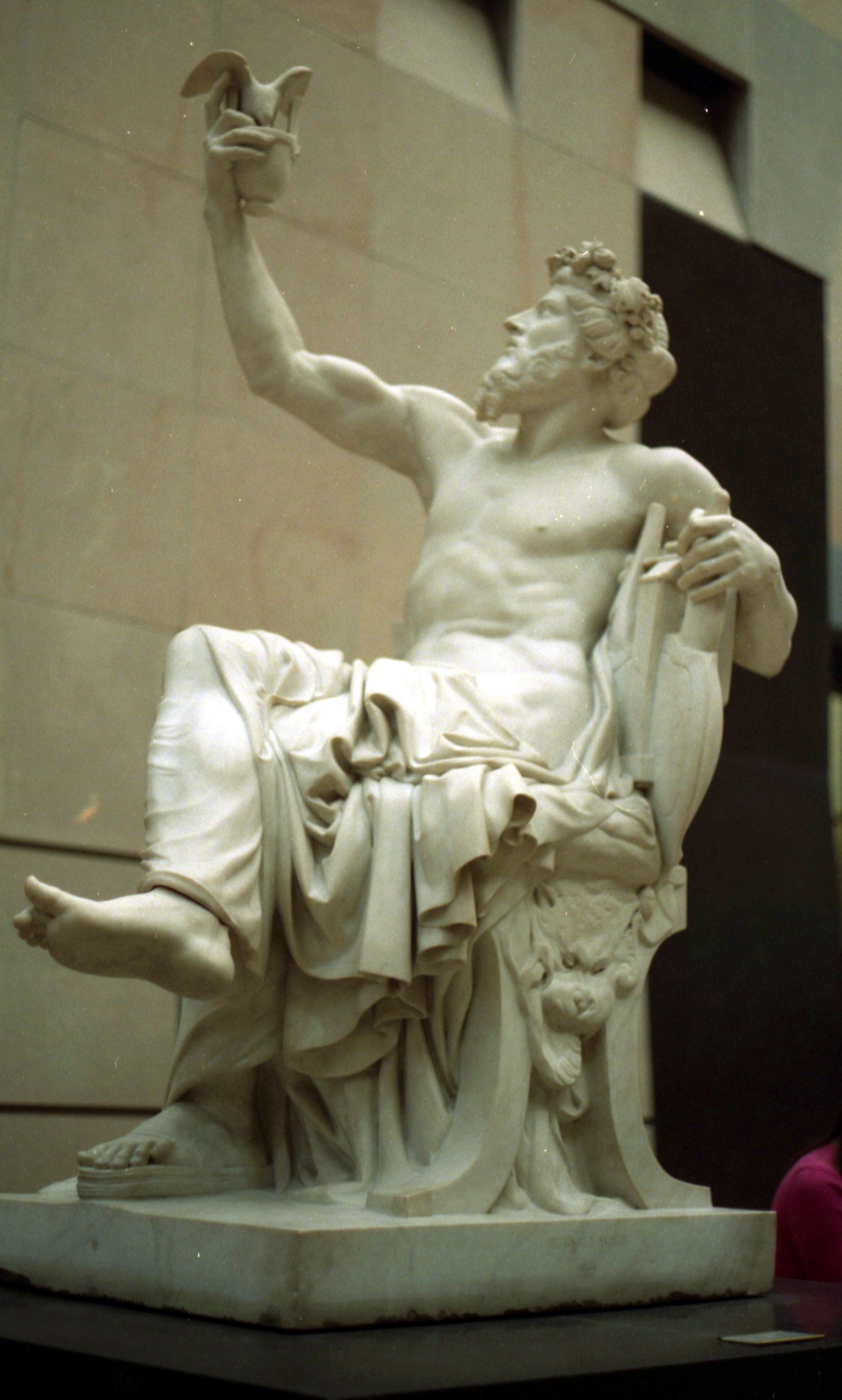
Anakreon

Pher’ hydor, pher’ oinon.
„Bring Wasser, bring Wein!“
Anfang eines Tischlieds des ionischen Lyrikers Anakreon:
φέρ' ὕδωρ φέρ' οἶνον, ὦ παῖ,

φέρε ἀνθεμόεντας ἡμὶν

στεφάνους ἔνεικον, ὡς δὴ

πρὸς Ἔρωτα πυκταλίζω.
Bring’ Wasser, bring Wein, Knabe,

bring uns’ blütenreiche Kränze,

bring’ sie, auf dass ich nun

gegen den Eros mit der Faust kämpfe.
Diese Tischlieder waren Rundgesänge, die von den Gästen abwechselnd zur Lyra gesungen wurden. Anakreon gehörte zum Kanon der neun Lyriker. Der Legende nach starb er im Alter von 85 Jahren, nachdem er sich an einer Weinbeere verschluckt hatte. Auf der Akropolis in Athen stand seine Bildsäule, die ihn als einen vom Wein seligen, greisen Sänger darstellte. Liebe, Wein und heitere Geselligkeit waren die Hauptthemen seiner Lieder, von denen nur drei vollständig und einige fragmentarisch erhalten sind. Nachahmungen dieser Art von Lyrik bereiteten der Anakreontik den Weg.

## Φεύγω τρόπον γε δή τιν’ οὐχ ἑκὼν ἑκών.

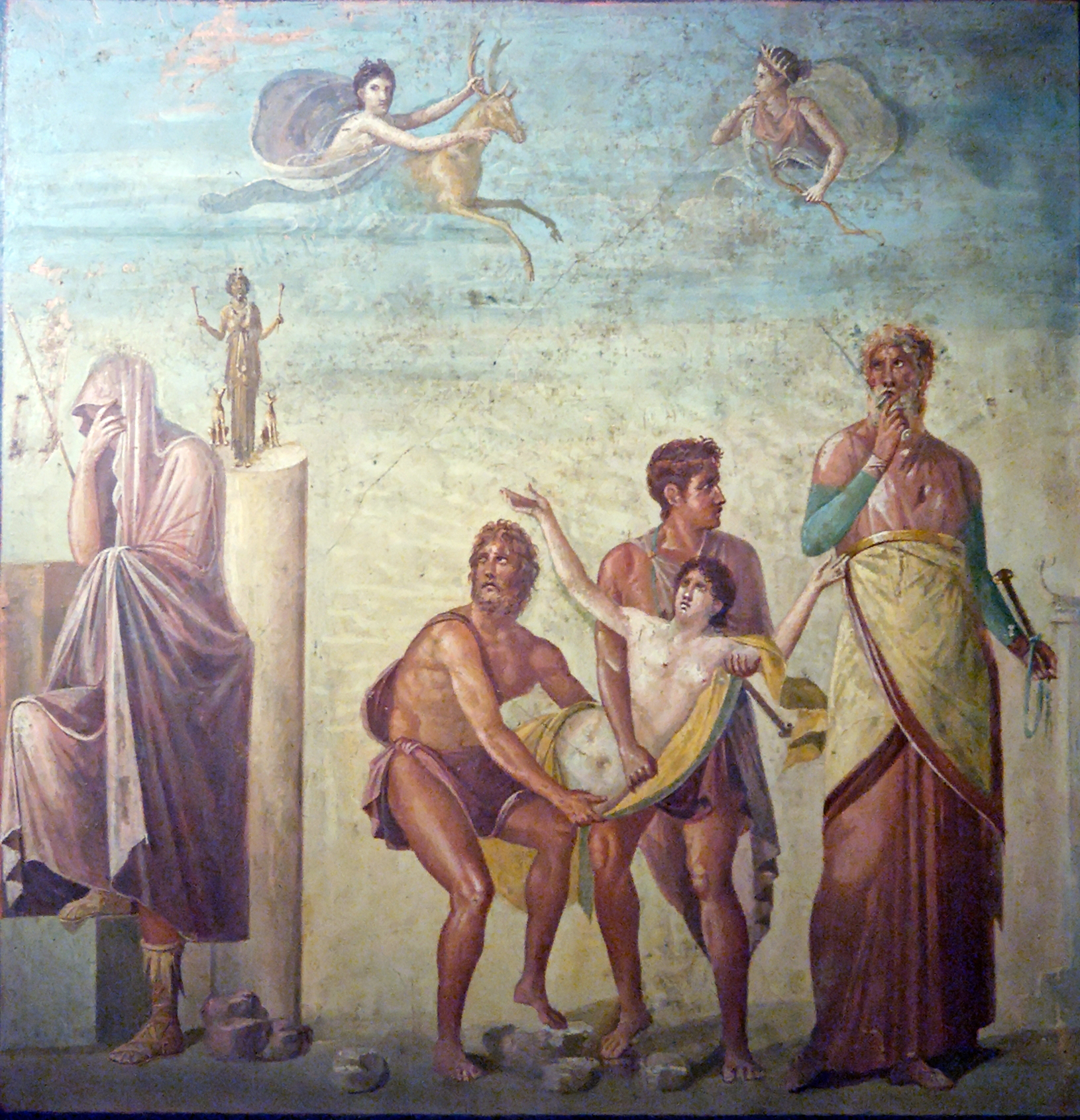
Opferung der Iphigenie

Φεύγω τρόπον γε δή τιν’ οὐχ ἑκὼν ἑκών.
Pheugō tropon ge dē tin’ ouch ekōn ekōn.
„Aus Zwang und doch aus freiem Willen ging ich fort.“
Aussage der Iphigenie auf Tauris, die Vorbild für das lateinische „nolens volens“ (das heißt „wohl oder übel“) war.
Die Göttin Artemis bestrafte Iphigenies Vater Agamemnon, weil er einen Hirsch in ihrem heiligen Hain getötet hatte und verhinderte zu Beginn des Trojanischen Kriegs die Weiterfahrt der Flotte unter Agamemnons Kommando, indem sie bei Aulis eine Windstille bewirkte. Der Seher Kalchas weissagte, dass Agamemnon seine Tochter Iphigenie opfern müsse, um seine Fahrt fortsetzen zu können (dramatisiert von Euripides in Iphigenie in Aulis).
Iphigenie jedenfalls wurde von Artemis in das Land der Taurer (heute Krim) entrückt, um ihr dort als Priesterin im Artemistempel zu dienen (Euripides, Iphigenie bei den Taurern).

## φησὶν σιωπῶν
φησὶν σιωπῶν
phēsin siōpōn
„Indem er schweigt, stimmt er zu.“
Zitat aus der Orestie des Dichters Euripides, in der Orestes sagt:

«Φησὶν σιωπῶν· ἀρκέσω δ’ ἐγὼ λέγων.»

„Er sagt es schweigend; meine Red’ ist auch genug.“

Auch Iphigenie sagt auf Tauris von einer Schreibtafel:

«αὐτὴν φράσει σιγῶσα τἀγγεγραμμένα»

„Sie selbst wird schweigend sprechen.“

Diese Redewendung war vermutlich das Vorbild für die bekannte lateinische Wendung, die aus Ciceros Erster Rede gegen Catilina stammt:

“Cum tacent, clamant.”

„Indem sie schweigen, schreien sie.“

## Φθείρουσιν ἤθη χρηστὰ ὁμιλίαι κακαί.
Φθείρουσιν ἤθη χρηστὰ ὁμιλίαι κακαί.
Phtheirousin ēthē chrēsta omiliai kakai.
„Gute Sitten verdirbt schlechter Umgang “
Vers aus der Komödie Thais des Komödiendichters Menander, der zum geflügelten Wort wurde und – was ungewöhnlich ist – auch im Neuen Testament zitiert wird:

«μὴ πλανᾶσθε· φθείρουσιν ἤθη χρηστὰ ὁμιλίαι κακαί.»

„Lasst euch nicht irreführen! Schlechter Umgang verdirbt gute Sitten.“

Allerdings kann dieser Satz schon vor Menander ein geflügeltes Wort gewesen sein und beweist auf keinen Fall, dass der Apostel Paulus diese Komödie oder andere griechische Klassiker gelesen hat, auch wenn er unstrittig griechische Bildung besaß.
Mit dem Sprichwort will Paulus verdeutlichen, dass die Korinther der Umgang mit Auferstehungsleugnern zum Abfall vom Auferstehungsglauben verführt. Korinth war eine multikulturelle und multireligiöse Handelsstadt, die Paulus fürchten ließ, dass seine Gemeindemitglieder leicht vom rechten Glauben abkämen.

„Wenn ich in Ephesus nach Menschenart mit wilden Tieren gekämpft hätte, was würde es mir nützen? Wenn Tote nicht auferweckt werden, dann lasst uns essen und trinken; denn morgen sterben wir.“

## Φίλε Ζεύ
Φίλε Ζεύ
Phile Zeu
„Freund Zeus“, „lieber Zeus“

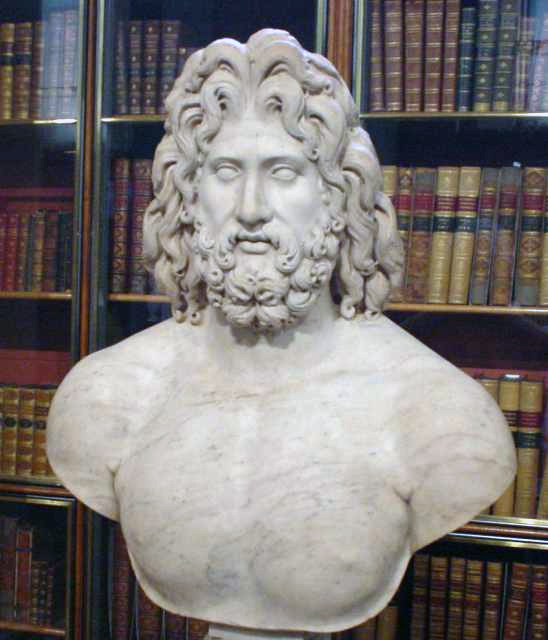
Büste des Zeus im Britischen Museum

Vertrauliche Anrede des höchsten olympischen Gottes Zeus in der neuen religiösen Bewegung Hellenismos, die die traditionelle Religion des klassischen Griechenland rekonstruieren und an die moderne Welt anpassen will.

## Φιλοπονεὶ ὦ παῖ μὴ δαρῇς.
Φιλοπονεὶ ὦ παῖ μὴ δαρῇς.
Philoponei ō pai mē darēs.
„Gib dir Mühe, Junge, damit du nicht bestraft wirst.“
Straf- oder Übungsaufgabe auf einer altgriechischen Schreibtafel, die Jahrtausende später in der Form ΦΙΛΟΠΟΝΕΙ Ω ΠΑΙ ΜΗ ΔΑΡΗΣ gefunden wurde (Kleinbuchstaben wurden erst in byzantinischer Zeit entwickelt, vermutlich im 9. Jahrhundert).

## Φίλος μεν Πλάτων, φιλτέρα δὲ ἀλήθεια.
Φίλος μεν Πλάτων, φιλτέρα δὲ ἀλήθεια.
Philos men Platōn, philtera de alētheia.
„Mein Freund ist Platon, aber noch mehr meine Freundin ist die Wahrheit.“
Lateinisch: Amicus Plato, sed magis amica veritas.
Dieser Gedankengang stammt aus einer anonymen spätantiken Aristotelesbiographie, der so genannten Vita vulgata und wurde ursprünglich dem Sokrates-Schüler Platon zugeschriebenen, später aber auf den Platonschüler Aristoteles übertragen.
Der Biograf rechtfertigt damit die Kritik des Aristoteles an der Lehre Platons und zitiert anschließend noch einen Ausspruch aus Platons Dialog Phaidon, wo Sokrates zu Simmias und Kebes sagt:
„Nehmt nicht so sehr Rücksicht auf Sokrates als vielmehr auf die Wahrheit.“
Platon wiederholt den Gedanken noch einmal in seiner Politeia, wo Sokrates mit Bezug auf Homer erklärt:
„Aber höher jedenfalls als die Wahrheit darf ein Mensch nicht geschätzt werden.“

## Φιλόσοφος
Φιλόσοφος
Philosophos
„Freund der Weisheit.“

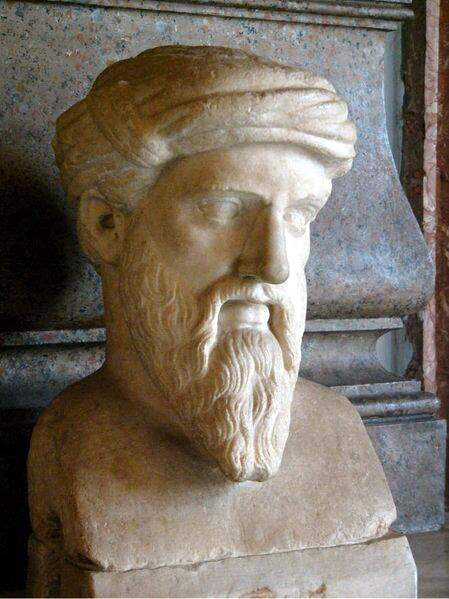
Büste des Pythagoras, Rom

Dieses Wort war die kurze Antwort des Pythagoras von Samos auf die Frage des Tyrannen Leon, dem Herrscher der Phleiasier,  welche Kunstfertigkeit er besonders gut beherrsche. Pythagoras prägte damit den neuen Begriff Philosoph, den es vorher noch nicht gab.
Aus Verwunderung über diesen neuen Begriff fragte Leon, was denn den Philosophen von anderen Menschen unterscheide. Pythagoras antwortete, das Leben ähnele dem Markte bei den Olympischen Spielen, bei denen die einen mit ihren trainierten Körpern nach Ruhm strebten, andere durch die Aussicht auf Profit angezogen würden, es aber auch Menschen gebe, die sich wissbegierig alles ansähen. Diese nenne er „auf Weisheit Bedachte“ (Philo-sophen).
Auf Herakleides beruft sich Diogenes Laertios in der Einleitung zu seinen Philosophenbiografien:

„Als Erster verwandte Pythagoras die Bezeichnung ‚Philosophie‘ und [nannte] sich selbst einen ‚Philosophen‘, als er sich in Sikyon mit Leon unterhielt, dem Tyrannen der Sikyonier – oder der Phleiasier, wie Herakleides der Pontiker in seinem Werk »Über die nicht mehr atmende Frau« sagt. Keiner sei nämlich weise außer Gott.“

## Φιλοσόφων πλῆθος ἀδύνατον εἶναι.
Φιλοσόφων πλῆθος ἀδύνατον εἶναι.
Philosophōn plēthos adynaton einai.
„Nie kann die Menge der Menschen zu Philosophen werden.“
Aus Platons Res Publica, Buch VI. Dieser Satz wird auch in lateinischer Übersetzung zitiert und heißt: „Vulgus philosophum esse impossibile est.“

## Φοβοῦ τοὺς Δαναοὺς καὶ δῶρα φέροντας.

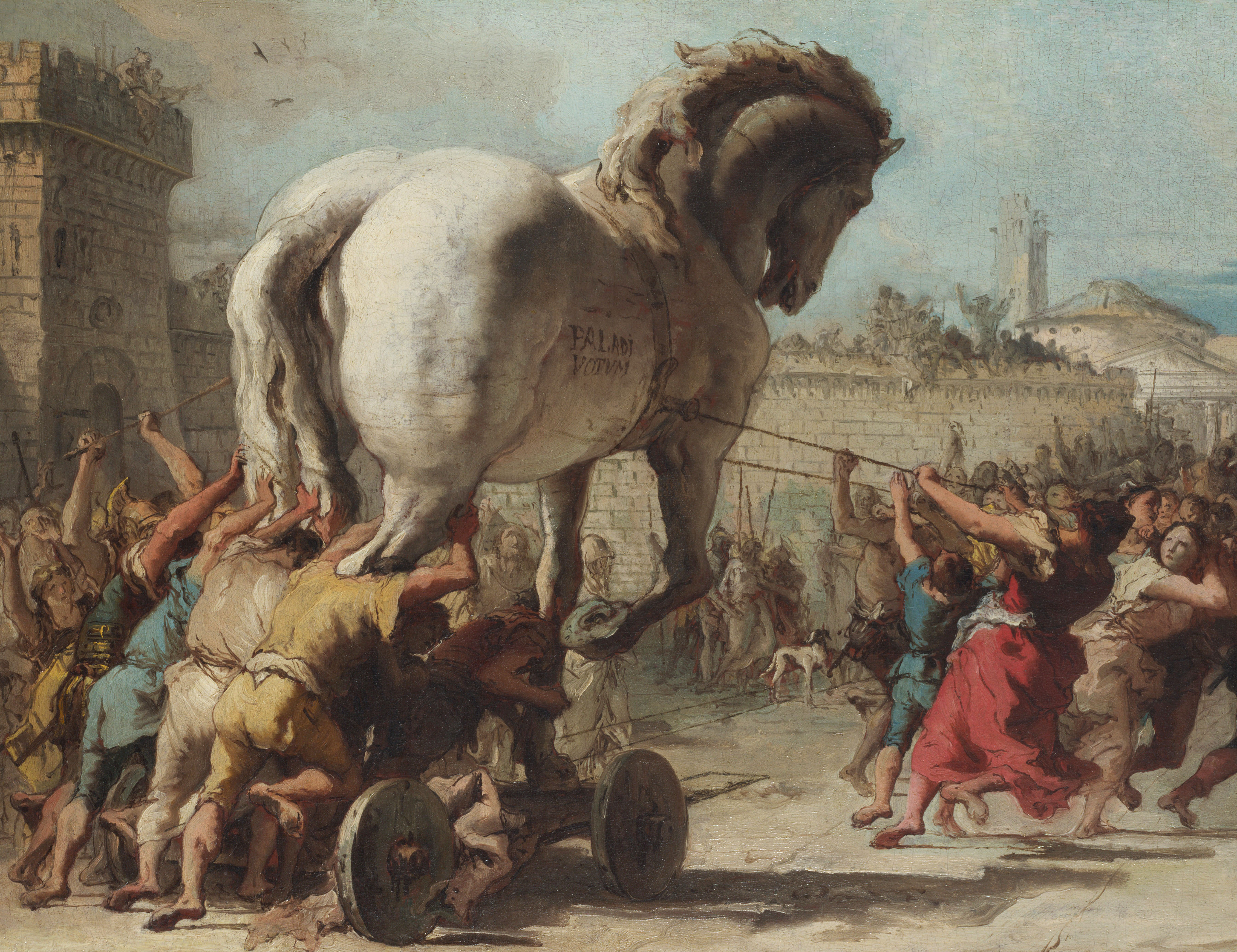
Trojanisches Pferd, das Danaergeschenk wird in die Stadt Troja gezogen.

Φοβοῦ τοὺς Δαναοὺς καὶ δῶρα φέροντας.
Phobou tous Danaous kai dōra pherontas.
„Fürchte die Danaer, selbst wenn sie Geschenke bringen.“
Dieser Satz wird meistens aus Vergils Epos Aeneis zitiert, wo es lateinisch heißt:

“Quidquid id est, timeo Danaos et dona ferentes.”

„Was auch immer es ist, ich fürchte die Danaër, auch wenn sie Geschenke bringen.“

„Danaer“ ist eine der Bezeichnungen für die Griechen, die bereits Homer benutzte.
Nachdem die griechische Armee ihren Abzug vorgetäuscht hatte, holten die Trojaner das trojanische Pferd trotz Warnung des Laokoon, der mit diesen Worten vor diesem Danaergeschenk warnt, in die Stadt. Die Trojaner glaubten, dass es sich bei dem riesigen hölzernen Pferd um ein Abschiedsgeschenk der Griechen für den Gott Poseidon handelte, holten sich aber damit den Untergang in ihre Stadt.
Der  Schriftsteller Gustav Schwab erzählt dies in seinen Sagen des klassischen Altertums so:

„Als sie nun auf der Stelle des alten feindlichen Lagers das glatte hölzerne Pferd gewahr wurden, stellten sie sich staunend rings um dasselbe her; denn es war ein gar gewaltiges Werk. Während sie noch darüber stritten, was mit dem seltsamen Wunderding anzufangen sei, und die einen der Meinung waren, es in die Stadt zu schaffen und als Siegesdenkmal für alle Zukunft auf der Burg aufzustellen, die andern das unheimliche Gastgeschenk der Griechen in die See zu werfen oder zu verbrennen rieten, eine Beratung, welche die im Bauche des Pferdes eingeschlossenen griechischen Helden zu ihrer Qual anhören mußten, da trat mit eiligen Schritten Laokoon, der trojanische Priester des Apollo, in die Mitte des gaffenden Volkes und rief schon von weitem:

»Unselige Mitbürger, welcher Wahnsinn treibt euch? Meint ihr, die Griechen seien wirklich davongeschifft oder eine Gabe der Danaer verberge keinen Betrug? Kennet ihr den Odysseus so? Entweder ist irgendeine Gefahr in dem Rosse verborgen, oder es ist eine Kriegsmaschine, die von den in der Nähe lauernden Feinden gegen unsre Stadt angetrieben werden wird! Was es aber auch sein mag, trauet dem Tiere nicht!«“

## Φοινικήϊα γράμματα
Φοινικήϊα γράμματα
Phoinikeia grammata
„phönizische Buchstaben“

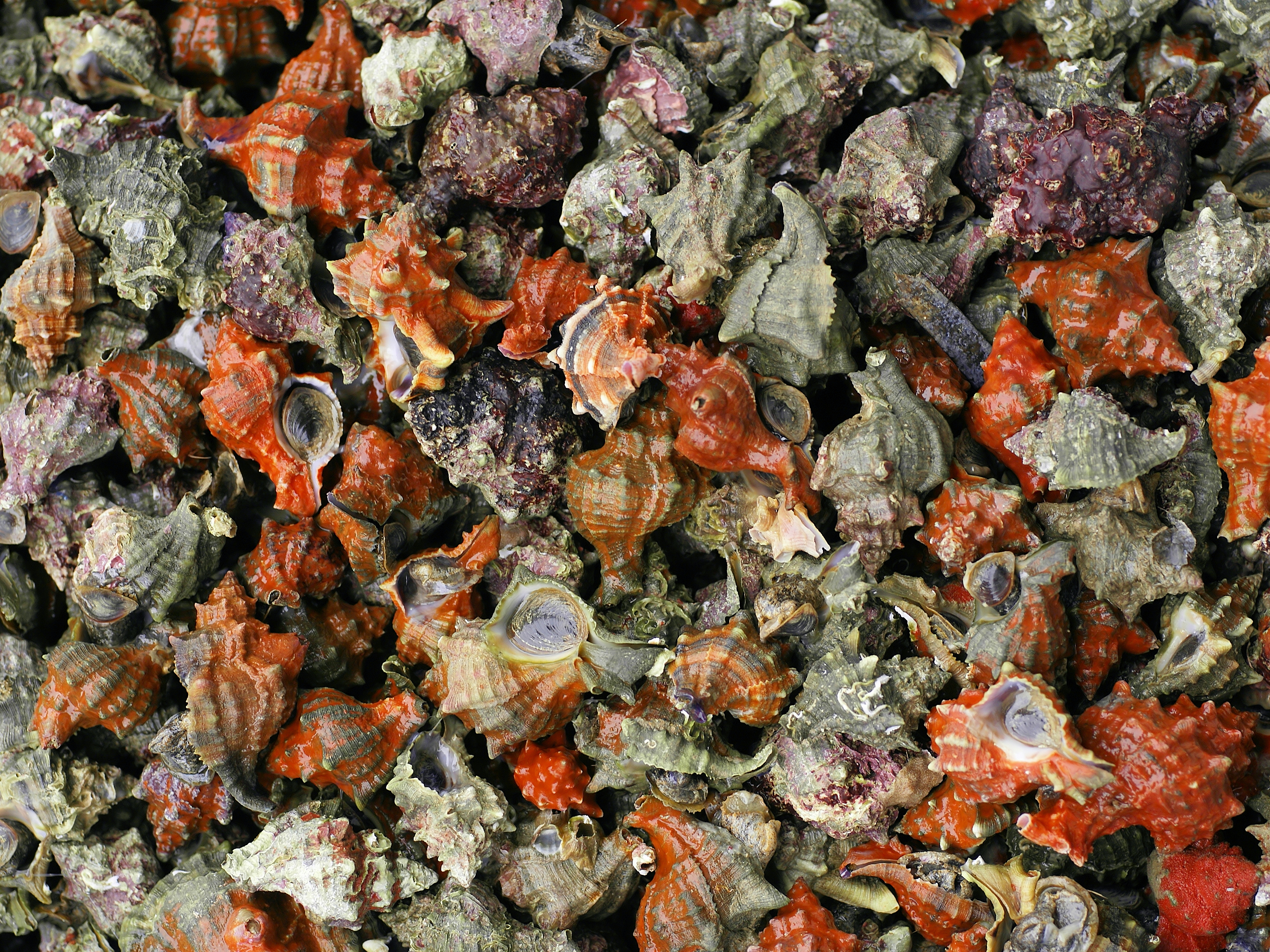
Der Name der Phönizier leitet sich von der Purpurschnecke her.

Formulierung des Historikers Herodot, demzufolge Kadmos, der König von Theben, die phönizischen Buchstaben nach Griechenland gebracht haben soll. Den Griechen war es bewusst, dass sie ihre Schrift von den Phöniziern übernommen haben. Sie übernahmen auch die Buchstabennamen, die im Griechischen keine Bedeutung mehr hatten.
Aus der phönizischen Schrift entstanden die aramäischen Schriften, die griechische Schrift und fast alle heutigen alphabetischen Schriften. Die griechische Schrift ist eine Weiterentwicklung des phönizischen Alphabets und war die erste Alphabetschrift. Die Bezeichnungen der Buchstaben haben im Griechischen keine Bedeutung.
Das phönizische Alphabet war eine Konsonantenschrift. Im Griechischen spielten aber die Vokale eine größere Rolle als in den semitischen Sprachen, weshalb für sie auch eigene Buchstaben benötigt wurden. Zu diesem Zweck wurden phönizische Buchstaben, die im Griechischen nicht vorkommende Laute bezeichneten, zu Vokalzeichen umfunktioniert.
| h |

| h |

| n |

| n |

| r |

| r |

Einige Zeichen aus dem phönizischen Alphabet existierten in bestimmten älteren Formen des griechischen Alphabets. Durch die Standardisierung des Alphabets wurden sie abgeschafft. Die Buchstaben Digamma, Qoppa und Sampi blieben aber als Zahlenzeichen bestehen.
Auch die Reihenfolge der Buchstaben hatten die Griechen übernommen. Genuin griechische Neubildungen ohne Entsprechung im Phönizischen sind Phi (Φ) für [pʰ], Chi (Χ) für [kʰ] und Psi (Ψ) für [ps].

## φρονεῖν ὅσια
φρονεῖν ὅσια
phronein hosia
„Frommes im Sinn führen“

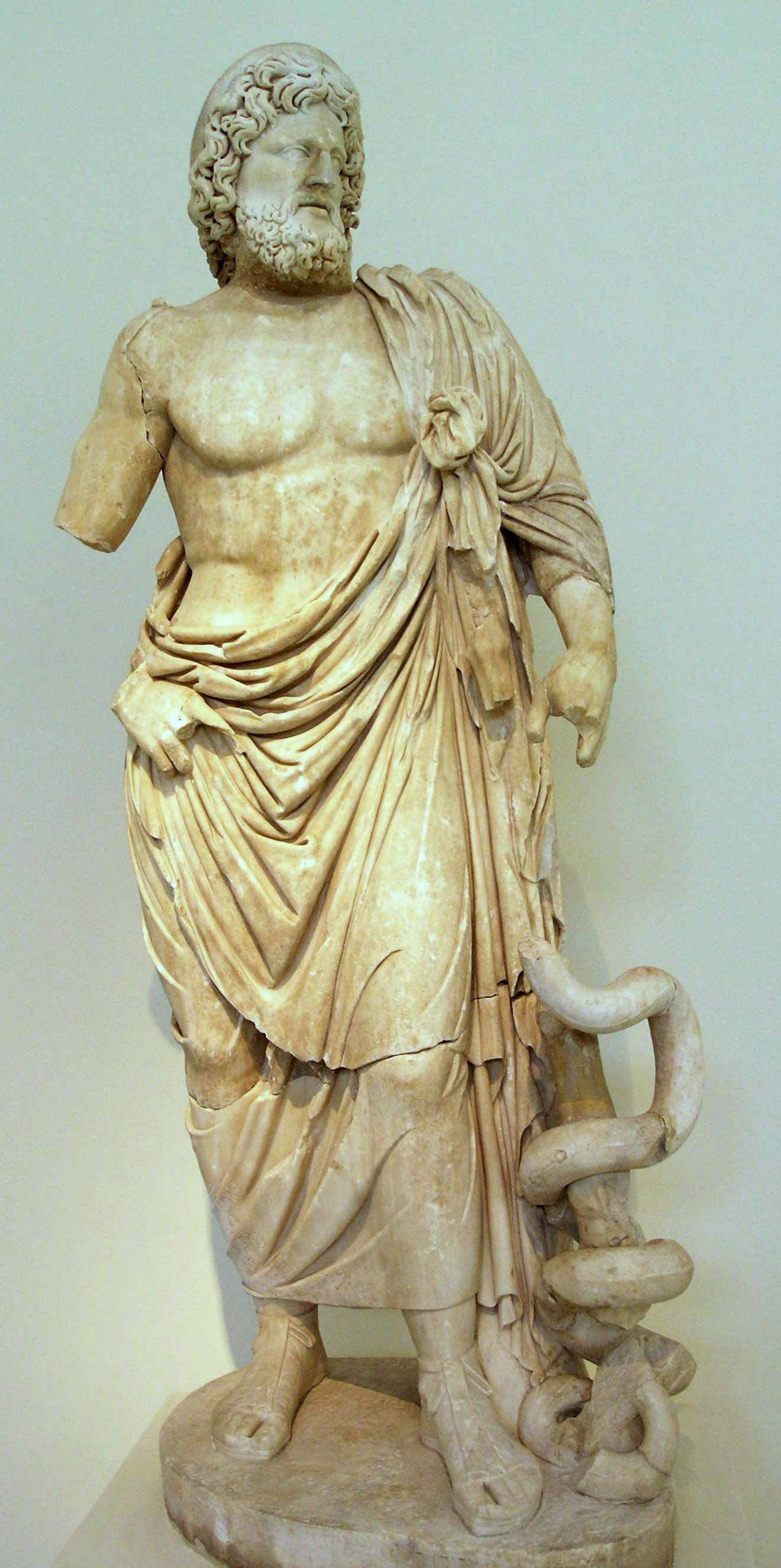
Asklepios-Statue aus Epidauros

Auf den Propyläen von Epidauros stand eine Inschrift, die das Programm des Kurorts Epidauros beinhaltete:

«Ἁγνὸν χρὴ νηοῖο θυώδεος ἐντὸς ἰόντα ἔμμεναι· ἁγνείη δ ἔστι φρονεῖν ὅσια.»

„Rein muss sein, wer den duftenden Tempel betritt; Reinheit aber heißt, Heiliges im Sinn zu haben.“

Epidauros war der bedeutendste Kurort der Antike und die wichtigste Kultstätte für den Heilgott Asklepios, der der Mythologie zufolge dort zur Welt kam. Dargestellt wird Asklepios meistens als bärtiger Mann mit einem Lorbeerkranz, der sich auf einen Stab stützt, der von einer Natter umschlungen wird. Dieser Äskulapstab ist heute das internationale Symbol der Heilkunde.
Der Aufschwung des Asklepios-Kultes hängt wohl mit der Pestepidemie von Athen zusammen. Die Epidaurer verstanden es, ihren Ort als den Geburtsort des Gottes zu preisen und machten den Ort zum bedeutendsten Heiligtum dieses Gottes. Wie sehr der Ort auch in römischer Zeit beliebt war, zeigt folgende Aussage des Reiseschriftstellers Strabon:

„Auch diese Stadt ist nicht unbedeutend, besonders wegen der Berühmtheit des Asklepios, von welchem geglaubt wird, dass er allerlei Krankheiten heile, und dessen Tempel stets gefüllt ist mit Kranken und geweiheten Tafeln, auf welchen die Heilungsmittel aufgeschrieben sind, eben wie in Kos und Trikke.“

Ein Teil der Heilkunst bestand darin, dass sich die Kranken wohl fühlten. Die Kranken mussten zuerst eine Nacht im Tempel schlafen. Ziel dieser Nacht war es, im Traum zu erfahren, welche Heilmethode die geeignetste ist. Vermutlich wurde in späteren Zeiten auch das Hypnoseverfahren angewandt. Am folgenden Tag gab es ein Gespräch mit einem Priester und einem Arzt, um die Therapie festzulegen. Es handelte sich dabei meist um Bäderkuren, Diäten, aber auch um operative oder medikamentöse Verfahren.
Es wird von einem Jungen namens Euphanes berichtet, der ein Steinleiden hatte und im Heiligtum schlief. Dort träumte er, dass ihn der Gott Asklepios fragte, was er ihm geben wolle, wenn er ihn gesund mache. Als ihm der Junge dafür zehn Astragale (δέκ’ ἀστραγάλους dek’ astragalous) bot, lachte Asklepios und der Junge wachte am nächsten Morgen gesund auf.

## Φυγεῖν μὲν οὖν χρὴ πόλεμον ὅστις εὖ φρονεῖ.

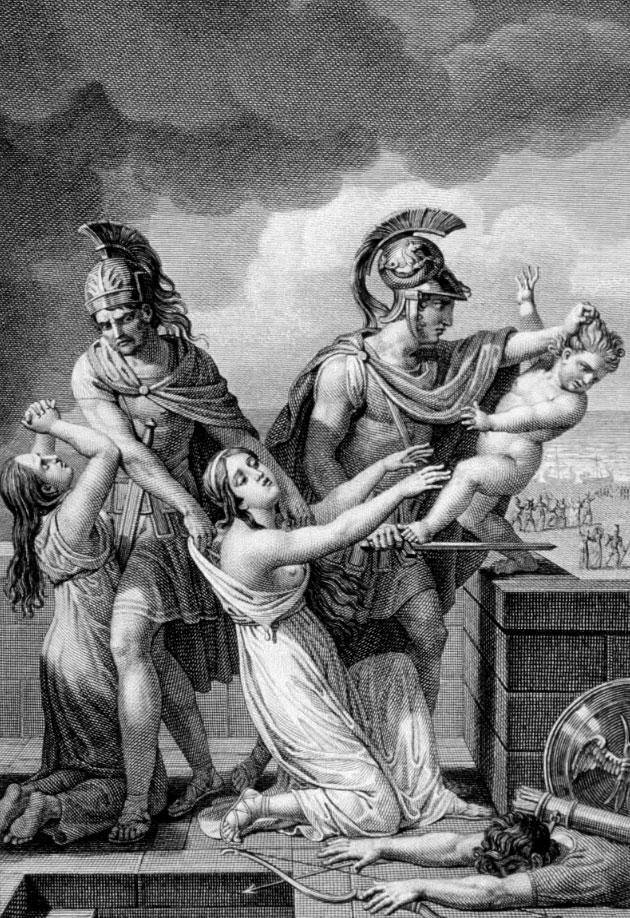
Ermordung des Prinzen Astyanax durch Odysseus

Φυγεῖν μὲν οὖν χρὴ πόλεμον ὅστις εὖ φρονεῖ.
Phygein men oun chrē polemon hostis eu phronei.
„Den Krieg muss also meiden, wer vernünftig ist.“
Zitat aus Euripides, Die Troerinnen (Troades). Diese Tragödie hat den Untergang Trojas zum Gegenstand: Die männliche Bevölkerung ist hingemetzelt, die Frauen warten darauf, als Beute auf die Schiffe der Sieger verteilt zu werden. Die ehemalige Königin Hekabe erfährt, dass sie Odysseus als Sklavin zugeteilt ist. Ihre Tochter, die Seherin Kassandra, wird von Agamemnon beansprucht und ihm, wie sie selbst weissagt, in den Tod folgen. Ihre andere Tochter, Polyxena, wurde auf dem Grab des Achill geopfert. Ihr kleiner Enkel Astyanax wird von den Mauern der Stadt gestürzt, damit kein Nachkomme des Königsgeschlechts als möglicher Rächer überlebt.
Jean-Paul Sartre, der dieses Theaterstück unter dem Titel Die Troerinnen des Euripides bearbeitete, schreibt dazu:

„Man weiß genau, dass das Stück auch zur Zeit des Euripides eine eindeutige politische Bedeutung hatte. Es war eine Verurteilung des Krieges im Allgemeinen, und der kolonialen Expeditionen im Besonderen.“

Tausende sind gestorben, weil eine Frau ihren Mann verließ. Nun versucht Helena, sich reinzuwaschen, indem sie – wie auch in der Tragödie des Euripides – die Schuld auf die Liebesgöttin Aphrodite schiebt. Helena wird nicht zur Rechenschaft gezogen und Sartres Hekuba (Hekabe) spricht die Verbitterung über diese Ungerechtigkeit aus:
Zeus, ich hielt dich für gerecht, ich bin verrückt.

Verzeih mir.

Die Bitterkeit unserer Toten wird nicht versüßt werden.

Unsichtbar drängen sie sich aneinander am Strand und sehen, wie

sich Helena im Triumph einschifft,

Helena, die Pest mit den roten Haaren,

und jetzt wissen sie endlich, dass sie für nichts gestorben sind.
In diesen Zusammenhang kann man auch das folgende Zitat aus den Historien des Herodot stellen:

«Οὐδεὶς γὰρ οὕτω ἀνόητος ἐστὶ ὅστις πόλεμον πρὸ εἰρήνης αἱρέεται· ἐν μὲν γὰρ τῇ οἱ παῖδες τοὺς πατέρας θάπτουσι, ἐν δὲ τῷ οἱ πατέρες τοὺς παῖδας.»

„Niemand, der bei Verstand ist, zieht den Krieg dem Frieden vor; denn in dem einen begraben die Söhne ihre Väter, in dem anderen die Väter ihre Söhne.“

## Φύσει γὰρ ἄνθρωπος, ὃ βούλεται, τοῦτο καὶ οἴεται.
Φύσει γὰρ ἄνθρωπος, ὃ βούλεται, τοῦτο καὶ οἴεται.
Physei gar anthrōpos, ho bouletai, touto kai oietai.
„Denn von Natur aus glaubt der Mensch das, was er will.“
Zitat von Chariton.
Sehr ähnlich formulierte Demosthenes:

«Ὃ γὰρ βούλεται, τοῦθ’ ἕκαστος καὶ οἴεται, τὰ δὲ πράγματα πολλάκις οὐχ οὕτω πέφυκεν.»

„[…] denn jeder glaubt gern, was er wünscht, die Dinge selbst aber sind oft anders beschaffen.“

Diese Erkenntnis schrieb der römische Feldherr Gaius Iulius Caesar auf Lateinisch in seinem Bericht über den Gallischen Krieg:

“Fere libenter homines id, quod volunt, credunt.”

„Ziemlich gern glauben die Menschen das, was sie wollen.“

## Φύσις κρύπτεσθαι φιλεῖ.
Φύσις κρύπτεσθαι φιλεῖ.
Physis kryptesthai philei.
„Die Natur liebt es, sich zu verbergen.“
Bei Themistios und Proklos überliefertes Zitat des Naturphilosophen Heraklit. Martin Heidegger, der Heraklit intensiv studierte, sah in dieser Feststellung das Entwicklungsgesetz des philosophisch-wissenschaftlichen Denkens bereits enthalten:

«Die Natur liebt es sich zu verbergen. Die meisten Menschen denken nicht nach über solche Dinge, auf die sie täglich stossen, noch verstehen sie, was sie erfahren haben; ihnen freilich kommt es so vor.»

Der Physiker Werner Heisenberg schreibt in Physik und Philosophie:

„Wir müssen uns daran erinnern, daß das, was wir beobachten, nicht die Natur selbst ist, sondern Natur, die unserer Art der Fragestellung ausgesetzt ist.“

Siehe in diesem Zusammenhang auch die Heisenbergsche Unschärferelation.

## φωνὴ βοῶντος ἐν τῇ ἐρήμῳ
φωνὴ βοῶντος ἐν τῇ ἐρήμῳ

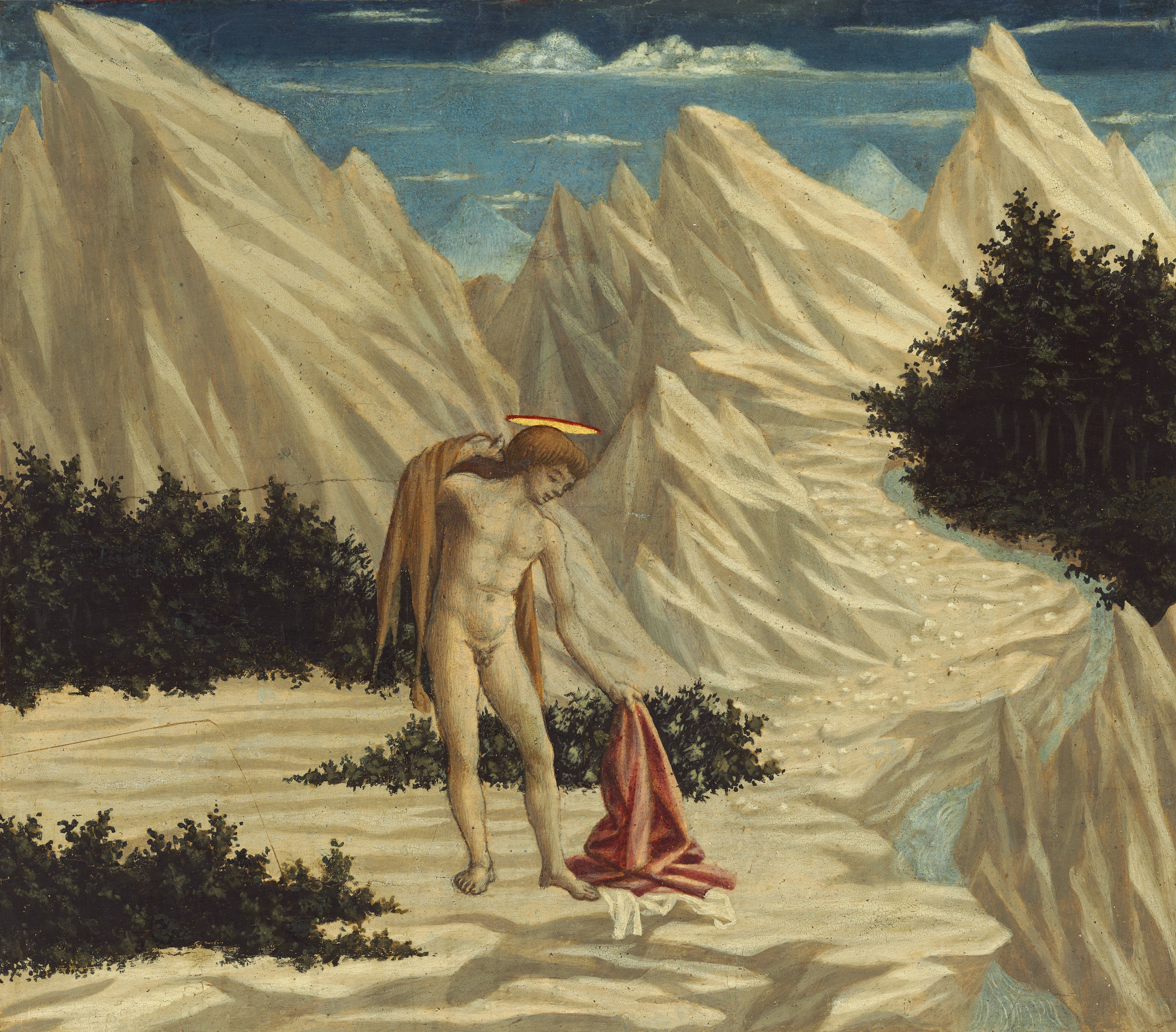
Domenico Veneziano: Johannes in der Wüste

phōnē boōntos en tē erēmō
„Stimme des Rufers in der Wüste“
Mit dem „Rufer in der Wüste“ ist nach christlicher Deutung Johannes der Täufer gemeint. Die Bezeichnung lautet lateinisch „vox clamans in deserto“ und geht auf die Bücher Jesaja und Markus zurück:

«3 φωνὴ βοῶντος ἐν τῇ ἐρήμῳ· ἑτοιμάσατε τὴν ὁδὸν κυρίου, εὐθείας ποιεῖτε τὰς τρίβους αὐτοῦ, 4 ἐγένετο Ἰωάννης [ὁ] βαπτίζων ἐν τῇ ἐρήμῳ καὶ κηρύσσων βάπτισμα μετανοίας εἰς ἄφεσιν ἁμαρτιῶν.»

„3 Stimme eines Rufers in der Wüste: Bereitet den Weg des Herrn! Macht gerade seine Straßen! -, 4 so trat Johannes der Täufer in der Wüste auf und verkündete eine Taufe der Umkehr zur Vergebung der Sünden.“

Die Ortsbezeichnung „in der Wüste“ könnte darauf hinweisen, das Johannes unweit von Qumran lebte, wo eine streng asketische Gemeinschaft der kommenden Heilszeit entgegensah. Johannes selber gehörte aber dieser Sekte nicht an.
Weil der Evangelist Markus sein Evangelium mit dem „Rufer in der Wüste“ einsetzt, ist sein Kennzeichen der Markuslöwe, der auch zum Wahrzeichen Venedigs wurde.
Siehe auch: «Καὶ τὸ ζῷον τὸ πρῶτον ὅμοιον λέοντι …» („Und das erste Tier war gleich einem Löwen …“)

## Φῶς – Ζωή
Φῶς – Ζωή
Phōs – Zōē
„Licht – Leben“

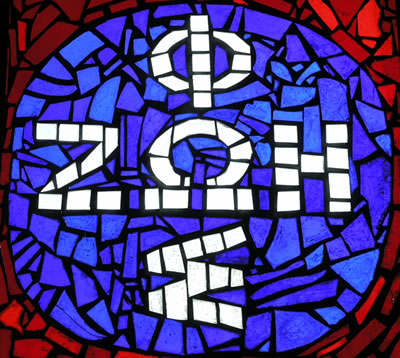
Φῶς – Ζωή, „Licht und Leben“ (Fenster einer Kapelle in Krościenko nad Dunajcem)

Licht und Leben werden im Christentum als untrennbar miteinander verbunden gesehen. Das sieht man bestätigt durch das Wort des Schöpfers im 1. Buch Mose (der Genesis): „Es werde Licht!“ («Γενηθήτω φῶς.»)
Aber ebenso gehörten für die antiken Griechen Licht und Leben zusammen. Ebenso bringt die Göttin Persephone Licht und Leben in die Welt.
Die beiden Wörter waren in Form eines Kreuzes angeordnete Kennwörter von Christen der ersten Jahrhunderte und in dieser Anordnung hatte sie der fränkische Klosterschüler Matthias Kaiser auf einem kleinen Silberkreuz stehen, das ihm der Jugendseelsorger der Diözese Bamberg, Jupp Schneider, gegeben hatte.
Dieses Kreuz trug Kaiser, als er 1941 nach einem Notabitur zur Wehrmacht eingezogen wurde. 1944 wurde er in einem Feldgerichtsverfahren wegen Feigheit vor dem Feind zum Tod verurteilt und im November des gleichen Jahres hingerichtet. In den 1990er Jahren wurde er zum Märtyrer erklärt.
Kaisers Kreuz mit der Botschaft „Licht und Leben“, das Kreuz von Burg Feuerstein, wurde von der KIM-Bewegung, einer katholischen Jugendbewegung, 1970 als Symbol übernommen.

## Φῶς Ἱλαρόν
Φῶς Ἱλαρόν
Phōs Hilaron
„Heiteres Licht“
Lateinisch (wörtlich): Iucunda lux
Phos hilaron ist ein frühchristlicher, trinitarischer Christushymnus, der in der römisch-katholischen Tradition auch Lumen Christi heißt und bereits in der Mitte des 2. Jahrhunderts nachweisbar ist:
Φῶς ἱλαρὸν ἁγίας δόξης

ἀθανάτου Πατρός,

οὐρανίου, ἁγίου, μάκαρος,

Ἰησοῦ Χριστέ,

ἐλθόντες ἐπὶ τὴν ἡλίου δύσιν,

ἰδόντες φῶς ἑσπερινόν,

ὑμνοῦμεν Πατέρα, Υἱόν,

καὶ ἅγιον Πνεῦμα, Θεόν.

Ἄξιόν σε ἐν πᾶσι καιροῖς

ὑμνεῖσθαι φωναῖς αἰσίαις,

Υἱὲ Θεοῦ, ζωὴν ὁ διδούς·

διὸ ὁ κόσμος σὲ δοξάζει.
Heiteres Licht heiligen Glanzes

des unsterblichen Vaters,

des himmlischen, heiligen, seligen:

Jesus Christus,

Gekommen beim Sinken der Sonne,

schauend das abendliche Licht,

besingen wir in Hymnen Gott, den Vater, den Sohn

und den Heiligen Geist.

Würdig ist es, zu allen Zeiten 

dich zu lobpreisen mit heiligen Liedern,

Sohn Gottes, Spender des Lebens:

deshalb verherrlicht dich das All.
Schon im frühen Christentum spielte das Licht eine große Rolle. In der orthodoxen Kirche werden zum Anfang der Vesper an jedem Abend die Kerzen angezündet und das Licht begrüßt. Die lateinische Kirche kennt dies nur in der Osternachtsfeier, verbunden mit dem dreimaligen Ruf: „Lumen Christi – Deo gratias“.
Der Benediktiner-Pater Ambrosius Leidinger schreibt dazu:

„Da der Lichtkult zu sehr einem in der Spätantike weit verbreiteten Ritus des Sonnenkultes ähnelte, brauchten die Christen der Antike eine Interpretation des Lichtes durch einen Zuruf oder Hymnus, eben unser Lied.“

## Φῶς τοῦ Θαβώρ
Φῶς τοῦ Θαβώρ
Phōs tou Thabōr
„Taborlicht“

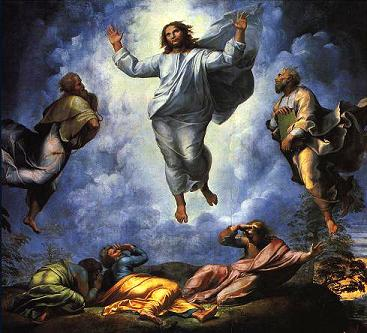
Verklärung Christi

Das Taborlicht ist das Licht, das Petrus, Jakobus und Johannes laut dem Bericht der biblischen Evangelien bei der Verklärung Christi auf dem Berg Tabor sahen:

„1 Sechs Tage danach nahm Jesus Petrus, Jakobus und dessen Bruder Johannes zu sich und führte sie auf einen hohen Berg. 2 Und er wurde vor ihnen verwandelt; sein Gesicht leuchtete wie die Sonne und seine Kleider wurden weiß wie das Licht. 3 Und siehe, es erschienen ihnen Mose und Elija und redeten mit Jesus. 4 Und Petrus antwortete und sagte zu Jesus: Herr, es ist gut, dass wir hier sind. Wenn du willst, werde ich hier drei Hütten bauen, eine für dich, eine für Mose und eine für Elija.“

Der Berg war vielleicht der Tabor oder der Hermon. Etwas von Jesu wahrer Gestalt wurde offenbart. Sein Angesicht leuchtete wie die Sonne. Er war die Quelle des Lichts, während Moses Gesicht das Licht widerspiegelte. Seine Kleider wurden weiß wie die Gewänder des Hohenpriesters. Petrus scheint das Erlebnis ausdehnen zu wollen. Die drei Hütten aus Ästen und Laub erinnern an das Laubhüttenfest.